# فربيون صغير النورات
فربيون صغير النورات (الاسم العلمي: Euphorbia microsciadia) هو نوع نباتي يتبع جنس الفربيون من الفصيلة اللبنية.